# Беррі Ріхтер
Беррон Патрік Ріхтер (англ. Barron Patrick Richter, нар. 11 вересня 1970, Медісон) — американський хокеїст, що грав на позиції захисника. Грав за збірну команду США.

## Ігрова кар'єра
Хокейну кар'єру розпочав 1996 року виступами за команду «Нью-Йорк Рейнджерс».
1988 року був обраний на драфті НХЛ під 32-м загальним номером командою «Гартфорд Вейлерс».
Протягом професійної клубної ігрової кар'єри, що тривала 16 років, захищав кольори команд «Нью-Йорк Рейнджерс», «Бостон Брюїнс», «Нью-Йорк Айлендерс», «Монреаль Канадієнс», «Лінчепінг» та «Цуг».
Був гравцем молодіжної збірної США. Виступав за дорослу збірну США.
Усього провів 151 матч у НХЛ.

## Статистика

### Клубні виступи
| 1995–1996    | «Нью-Йорк Рейнджерс» | НХЛ          | 4   | 0  | 1  | 1  | 0  |
| 1996–1997    | «Бостон Брюїнс»      | НХЛ          | 50  | 5  | 13 | 18 | 32 |
| 1998–1999    | «Нью-Йорк Айлендерс» | НХЛ          | 72  | 6  | 18 | 24 | 34 |
| 1999–2000    | «Монреаль Канадієнс» | НХЛ          | 23  | 0  | 2  | 2  | 8  |
| 2000–2001    | «Монреаль Канадієнс» | НХЛ          | 2   | 0  | 0  | 0  | 2  |
| Усього в НХЛ | Усього в НХЛ         | Усього в НХЛ | 151 | 11 | 34 | 45 | 76 |

### Збірна
| Рік                | Команда            | Турнір             | І   | Г  | П  | О  | ШХ |
| ------------------ | ------------------ | ------------------ | --- | -- | -- | -- | -- |
| 1989               | США                | МЧС                | 7   | 0  | 0  | 0  | 2  |
| 1990               | США                | МЧС                | 7   | 3  | 1  | 4  | 0  |
| 1992               | США                | ЧС                 | 4   | 1  | 0  | 1  | 4  |
| 1993               | США                | ЧС                 | 6   | 0  | 0  | 0  | 8  |
| 1994               | США                | ЧС                 | 7   | 0  | 0  | 0  | 6  |
| 1994               | США                | ОІ                 | 8   | 0  | 3  | 3  | 4  |
| 1993–1994          | США                | Виставкові         | 56  | 7  | 16 | 23 | 50 |
| 1999               | США                | ЧС                 | 6   | 2  | 0  | 2  | 0  |
| Національна збірна | Національна збірна | Національна збірна | 101 | 13 | 20 | 33 | 74 |